# Santiago (documentário)
Santiago é um documentário brasileiro de 2007, dirigido por João Moreira Salles.
O filme começou a ser feito em 1992 e as imagens permaneceram intocadas por mais de 13 anos, quando em 2005 o diretor voltou a elas.
Em novembro de 2015 o filme entrou na lista feita pela Associação Brasileira de Críticos de Cinema (Abraccine) dos 100 melhores filmes brasileiros de todos os tempos.

## Sinopse
Santiago foi um mordomo que trabalhou durante 30 anos para a família do diretor João Moreira Salles.

## Principais prêmios
Grande Prêmio Cinema Brasil 2008
- Venceu nas categorias de melhor documentário e melhor edição de documentário (Eduardo Escorel e Lívia Serpa).
- Indicado nas categorias de melhor fotografia (Walter Carvalho), melhor diretor e melhor som (Jorge Saldanha, Aloisio Compasso e Denilson Campos).

Festival de Cinema Real de Paris 2007
- Ganhou o grande prêmio do festival[5]

Festival de Miami 2008
- Venceu na categoria de melhor documentário.

Festival de Cinema Latinoamericano de Lima 2007
- Primeiro lugar em melhor documentário.

Prêmio Contigo de Cinema Nacional 2008
- Indicado nas categorias de melhor documentário e melhor diretor de documentário.